# Szászivánfalva

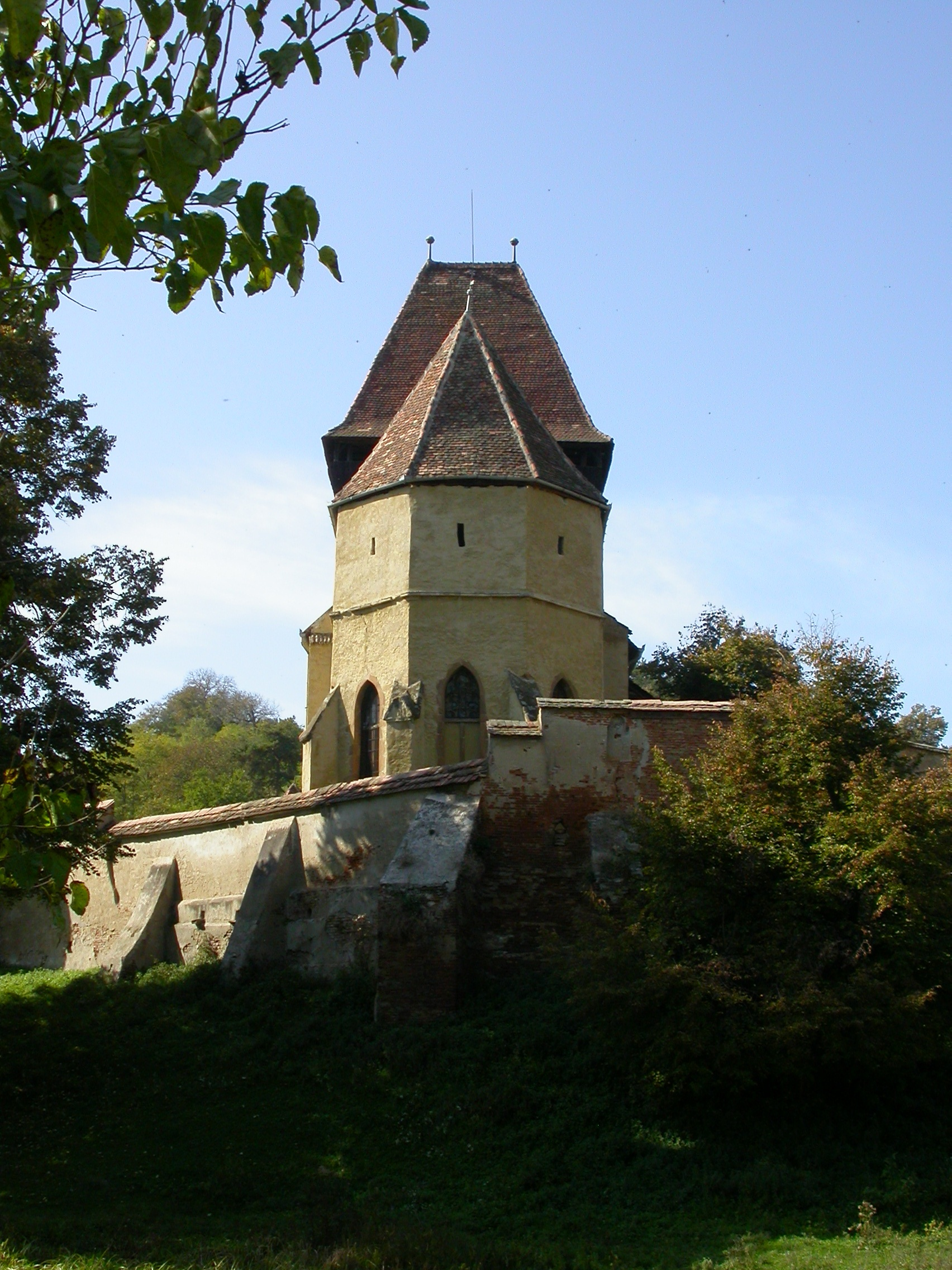

Szászivánfalva (románul: Ighișu Nou vagy Ighișul Nou, 1925 előtt Ighișul Săsesc vagy Ibișdorful Săsesc, németül: Sächsisch-Eibesdorf, szász nyelven Ebesdref) falu Romániában, Erdélyben, Szeben megyében.

## Fekvése
A Nagy-Küküllő melléki dombságon, Medgyestől négy kilométerre délre található.

## Nevének eredete
Az elsődleges Izséptelke vagy Izsóptelke név (Isontelke, 1305, Isyptellis, 1359, Ysopis, 1414, Isofalwa, 1520) a József névváltozatából keletkezett. Német nevének (Ybesdorff, 1532, Eybestorf, 1560) előtagja látszólag a 'tiszafa' jelentésű Eibe szóból való. Azonban mind német, mind román (Ibisdorff, 1733), mind magyar neve (Szász-Ivánfalva, 1808) párhuzamos a tőle délkeletre fekvő negyedik falu, Oláhivánfalva nevével (Ibisdorf, 1733, Óláh Ivánfalva, 1760–62), ami esetleg az ottani lakosság egy részének áttelepülésére utal.

## Népessége
- 1880-ban 1125 lakosából 485 volt román, 449 szász és 184 cigány anyanyelvű; 549 görögkatolikus, 465 evangélikus és 104 ortodox vallású.
- 2002-ben 1440 lakosából 1181 volt román, 218 cigány, 24 német és 14 magyar nemzetiségű; 1345 ortodox és 40 evangéliumi keresztény vallású.

## Története
Medgyesszékhez, 1876-tól Nagy-Küküllő vármegyéhez tartozó szász, később szász–román–cigány lakosságú falu volt, jelentős bortermeléssel. 1714-ben 58 szabad paraszt, tíz házas és hét ház nélküli zsellér és 18 özvegy lakta. Román lakói a keleti, a cigányok a déli falurészben éltek. 1945-ben 129 szász lakosát négy évre kényszermunkára hurcolták a Szovjetunióba, közben a háborúból visszatérő szászivánfalvi szász hadifoglyok Frankfurt an der Oderbe települhettek le. Határában a második világháború után földgázt termeltek ki. Patakját Medgyes felett 1972-ben felduzzasztották.

## Látnivalók
- Dombra épült szász evangélikus temploma 1420-ban már állt, mint Szűz Mária tiszteletére állított plébániatemplom. Valószínűleg egy korábbi helyére épült. Növényi motívumokkal díszített szentségfülkéjén 1491-es dátum látható. Sekrestyéjének ablaka román ízlésű, ajtaja gótikus. Nyugati, csúcsíves kapujának kőkerete különösen szép. Szentélye keresztboltozatának gyámkövei szépen faragottak. A Keresztrefeszítést ábrázoló oltárképe 1515-ben készült. Középkori falfestményeinek részleteit 1951-ben fedezték fel, akkor bemeszelték őket, de 2014-ben renoválták, - azóta láthatóak. Erődített harangtornya 34,5 méter magas, három harangja közül egy 1496-ban, egy másik 1556-ban készült. Kettős, ovális várfala a 16. században épült.
- Görögkatolikus temploma 1747-ben épült.